# Malachi Flynn
Malachi Flynn (Tacoma, 10 mei 1998) is een Amerikaans basketballer.

## Carrière
Flynn speelde voor zijn deelname aan de 2020 draft voor Washington State Cougars en San Diego State Aztecs. In de 2020 draft werd hij gekozen als 29e in de eerste ronde door Toronto Raptors. Zijn NBA-debuut maakte hij in een wedstrijd tegen de Charlotte Hornets. Op 23 februari werd hij uitgeleend aan de Raptors 905, twee weken later werd hij weer teruggeroepen naar het eerste team. Hij speelde in zijn tweede seizoen tussen de eerste en tweede ploeg. In maart 2022 liep hij een hamstringblessure op en was buiten strijd voor anderhalve maand. Hij speelde met zijn ploeg in de play-offs van dat jaar.
Eind december 2023 werd hij geruild naar de New York Knicks samen met Precious Achiuwa en OG Anunoby voor RJ Barrett en Immanuel Quickley. In februari 2024 ruilde hij opnieuw van ploeg ditmaal naar de Detroit Pistons samen met Ryan Arcidiacono, Evan Fournier en Quentin Grimes voor Bojan Bogdanović en Alec Burks.

## Erelijst
- All-NBA G League Second Team: 2021
- NBA G League All-Rookie Team: 2021

## Statistieken

### Regulier seizoen
| Seizoen  | Team            | WG | WS | MPW  | 2P%  | 3P%  | FW%  | RPW | APW | SPW | BPW | PPW |
| -------- | --------------- | -- | -- | ---- | ---- | ---- | ---- | --- | --- | --- | --- | --- |
| 2020/21  | Toronto Raptors | 47 | 14 | 19,7 | 37,4 | 32,1 | 80,4 | 2,5 | 2,9 | 0,8 | 0,1 | 7,5 |
| 2021/22  | Toronto Raptors | 44 | 5  | 12,2 | 39,3 | 33,3 | 62,5 | 1,4 | 1,6 | 0,5 | 0,1 | 4,3 |
| Carrière | Carrière        | 91 | 19 | 16,1 | 38,0 | 32,6 | 75,0 | 2,0 | 2,3 | 0,6 | 0,1 | 6,0 |

### Play-offs
| Seizoen | Team            | WG | WS | MPW | 2P% | 3P% | FW% | RPW | APW | SPW | BPW | PPW |
| ------- | --------------- | -- | -- | --- | --- | --- | --- | --- | --- | --- | --- | --- |
| 2021/22 | Toronto Raptors | 6  | 0  | 6,0 | 0,0 | 0,0 | —   | 0,5 | 0,5 | 0,2 | 0,0 | 0,0 |